# Guillermo San Román
Guillermo San Román (Nonogasta, 31 de agosto de 1839 o 1843 - Córdoba, 1908), conocido popularmente como Ñato, fue un político y abogado argentino, que ocupó el cargo de Gobernador de La Rioja.
Se graduó como profesor como la Escuela Normal de Paraná en Entre Ríos y posteriormente estudió Derecho. Fue Vicerrector del Colegio Nacional de Paraná y Director de la Escuela Normal de Varones de San Luis. En Rosario, fue juez federal. Se casó con Ramona Ascoeta, y su hijo homónimo fue rector de la Universidad Nacional de Córdoba.
Fue Diputado Nacional por La Rioja entre 1876 y 1880. 
Fue gobernador entre el 24 de junio de 1892 y 24 de junio de 1895. Durante su mandato se produjo el terremoto que destruyó casi por completo la ciudad de La Rioja el 27 de octubre de 1894.